# Javier Darío Restrepo
Javier Darío Restrepo (Jericó, Antioquia, 3 de diciembre de 1932-Bogotá, 6 de octubre de 2019) fue un periodista y escritor colombiano, con una carrera de más de cincuenta años. Fue autor de cerca de treinta libros sobre ética periodística, además de dos novelas y algunos ensayos. Obtuvo una gran cantidad de galardones en su carrera periodística, de los que destacan el Premio Gabriel García Márquez de Periodismo y el Premio Nacional de Periodismo Simón Bolívar.

## Carrera
Restrepo nació en el municipio de Jericó, en el departamento de Antioquia. Inició su carrera en el periodismo a finales de la década de 1950, oficio que ejerció paralelamente al sacerdocio. Abandonó la vocación tras 17 años para dedicarse de lleno al periodismo.
Durante su carrera, Restrepo publicó cerca de treinta libros sobre ética profesional y periodística, algunos ensayos y dos novelas. Entre su bibliografía destacan obras como Ética para periodistas (con la colaboración de la periodista colombiana María Teresa Herrán), Cartas de guerra (ganador de un Premio del Círculo de Periodistas de Bogotá), Testigo de seis guerras (ganador del Premio Germán Arciniegas de la Editorial Planeta), El zumbido y el moscardón, La revolución de las sotanas y La constelación ética, su última publicación.
Trabajó como catedrático de la Universidad de Los Andes y como columnista para destacados diarios en Colombia como El Espectador, El Heraldo y El Colombiano. Ejerció como reportero del noticiero 24 horas entre 1977 a 1995, como defensor del lector para el diario El Tiempo y fue uno de los gestores principales y maestro de la Fundación Gabo, una institución sin ánimo de lucro creada por Gabriel García Márquez para promover la labor periodística en Latinoamérica.

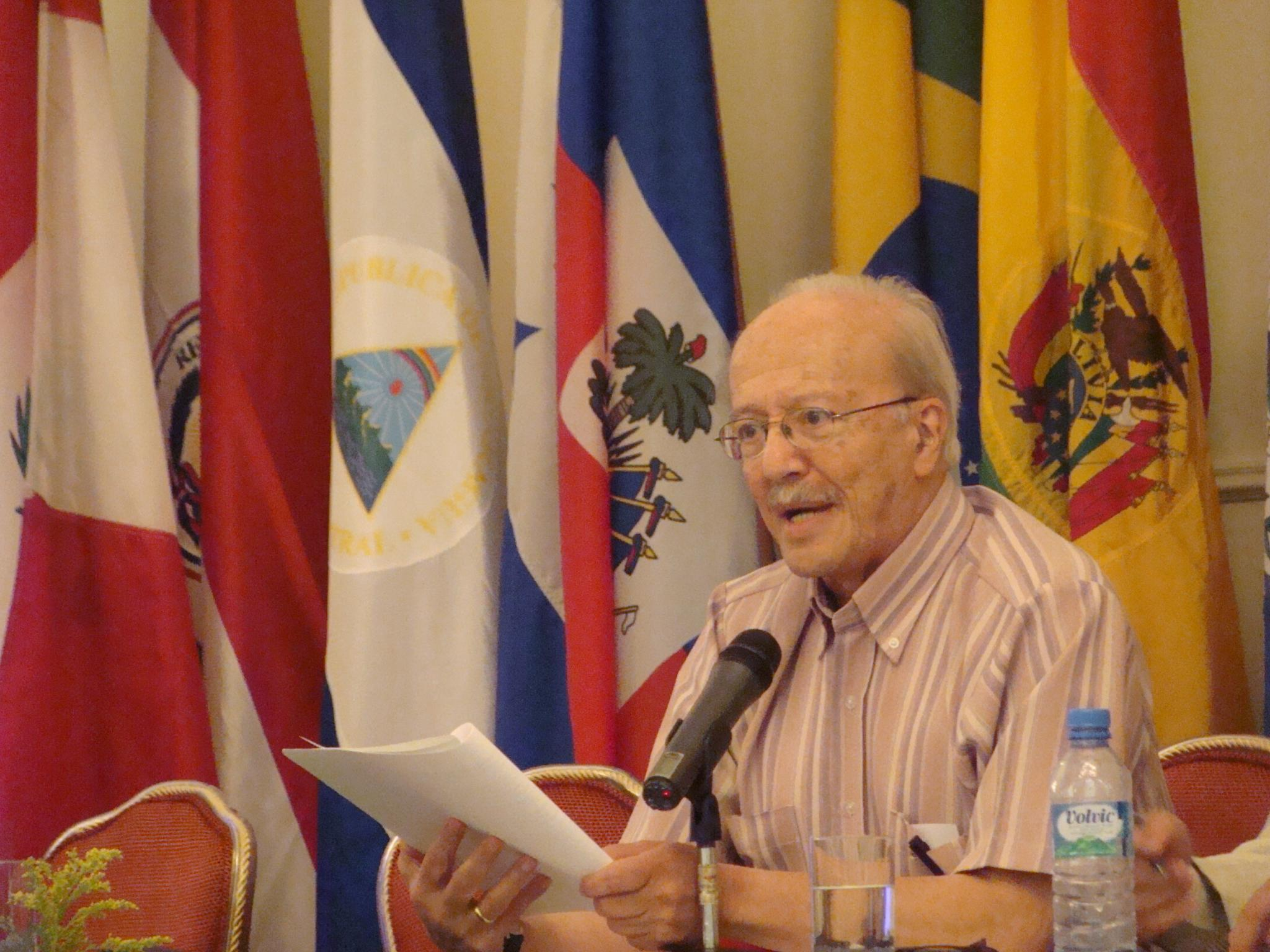
Javier Darío Restrepo en una conferencia por el día de la libertad de prensa en 2010 en Panamá.

Obtuvo una gran cantidad de reconocimientos y galardones durante su carrera, entre los que destacan el Premio Gabriel García Márquez de Periodismo en 2014, el Premio Simón Bolívar de Televisión en 1985 y 1986, el Premio del Círculo de Periodistas de Bogotá en 1993 y el Premio Simón Bolívar Honorario en 1997 por su destacada trayectoria.

## Fallecimiento
Restrepo falleció el 6 de octubre de 2019 en la ciudad de Bogotá, luego de trasladarse desde Medellín para asistir a la séptima edición del Festival Gabo de Periodismo, donde presentó su más reciente libro, La constelación ética. Las causas de su muerte no fueron hechas públicas.

## Publicaciones
- Puebla para el pueblo, 1979
- Avalancha sobre Armero: crónicas, reportajes y documentos de una imprevisión trágica, 1986
- Información petrolera y periodismo, 1987
- Del misil al arado, 1991
- Más allá del deber: memorias de una quiebra con final feliz, 1992
- Cartas de guerra, 1995
- Celam 40 años sirviendo e integrando: datos para una historia, 1995
- La revolución de las sotanas: Golconda 25 años después, 1995
- Testigo de seis guerras: cartas a María José, 1996
- Héroes de fin de siglo: En el terremoto, 1999
- Cómo manejar una información de una explosión, un atentado o una bomba, 2002
- Los nuevos viejos, 2003
- El zumbido y el moscardón: taller y consultorio de ética periodística, vol. 1, 2004
- Edad de sangre, 2004
- Con asombro de reportero: crónicas 1995-2005, 2005
- 40 lecciones de ética, 2006
- Estoy vivo y libre, 2008
- La niebla y la brújula, 2008
- La nube plateada, 2011
- Experiencias medicinales con el yagé: verdaderos y exitosos casos de curación con la planta sagrada de la selva amazónica, 2013
- El guardián del fuego, 2014
- El zumbido y el moscardón: consultorio de ética periodística, vol. 2, 2016
- La constelación ética, 2019

### En coautoría
- Ética para periodistas, 1991, con: María Teresa Herrán
- La Cruz Roja en la historia de Colombia: 1915-2005, 2006, con: Jorge Orlando Melo